# Yiwen Leiju
Le Yiwen Leiju (chinois simplifié : 艺文类聚 ; chinois traditionnel : 藝文類聚 ; pinyin : yìwén lèijù, « Collection basée sur les classiques et autres ouvrages », est une encyclopédie chinoise réalisée durant la dynastie Tang par une équipe de 10 compilateurs dirigée par les calligraphes Ouyang Xun (557-641), Linghu Defen, Yuan Lang et Zhao Hongzhi.
Elle est divisée en 46 sections et couvre 727 sujets parmi lesquelles :
- Le ciel ;
- les saisons et le passage du temps ;
- la géographie ;
- les montagnes ;
- les cours d'eau ;
- les ordres impériaux ;
- les palais ;
- les rites ;
- la musique ;
- le droit ;
- la littérature ;
- les affaires militaires ;
- les armes ;
- l'architecture ;
- l'habillement ;
- les arts ;
- la magie ;
- la médecine ;
- les herbes ;
- les textiles ;
- les arbres ;
- les oiseaux ;
- les animaux ;
- les présages ;
- les désastres naturels et les phénomènes étranges.

Cette encyclopédie, qui donne systématiquement ses sources, fait référence à 1 431 ouvrages, dont la plupart ne sont plus connus que par ces citations.
Une première édition imprimée en a été réalisée au milieu du XIIe siècle. De nombreuses autres éditions ont suivi, sur presse à caractères mobiles, à partir de 1515. 

## Sources
- (en) « Yiwen leiju 藝文類聚 "Classified Collection Based on the Classics and other Literature" », sur chinaknowledge.de